# Walter Caballero
Walter Sergio Caballero (4 de diciembre de 1962) es percusionista y baterista en la banda Rescate. Comenzó su vida musical en los '80 en diversas bandas de rock en las cuales se desempeñó como músico. Con algunas de ellas participó en la grabación de sus álbumes.
Walter grabó como invitado de Rescate en la grabación de su primer disco, Ninguna Religión, en el año 1990. También incursionó en diferentes estilos musicales, grabando y tocando como músico de sesión, hasta llegar a ser parte de Rescate como percusionista en el año 1997, para la preparación de la producción de No es Cuestión de Suerte.
Actualmente está casado y se desempeña en la ciudad de San Nicolás de los Arroyos como profesor de batería y percusión. Adicionalmente, comenzó un nuevo proyecto musical pop-rock con la banda Bajo el Ángel, en la que toca la batería junto a Anabela Prado (voz), Daniel Quiroga (guitarra) y Javier Paredes (bajo).